# Užiška republika (film)
Užiška republika ([Užička republika/Ужичка република] Napaka: {{Jezik-xx}}: Non-latn text (pos $1)/Latn script subtag mismatch (pomoč)) je jugoslovanski vojni film iz leta 1974, ki ga je režiral Žika Mitrović in zanj napisal tudi scenarij skupaj z Ano Marijo Car in Arsenom Diklićem. Velja za enega najboljših partizanskih filmom in prikazuje zgodbo vzpona in padca Užiške republike, kratkotrajnega ozemlja osvobojenega s strani partizanov, ki je obstajalo nekaj mesecev v letu 1941. Film prikazuje tudi več ljubezenskih zgodb, ki se dogajajo v času zgodovinskih dogodkov, Miodrag Lazarević nastopa kot četniški vodja Draža Mihailović, Marko Todorović pa kot Josip Broz Tito.
Film je bil premierno prikazan leta 1974 v jugoslovanskih kinematografih in je naletel na dobre ocene kritikov. Na Puljskem filmskem festivalu je osvojil glavno nagrado velika zlata arena za najboljši jugoslovanski film, ob tem pa še nagradi zlata arena za najboljšo stransko žensko vlogo (Ružica Sokić) in srebrna arena za glavno moško vlogo (Boris Buzančić). Na Mednarodnem filmskem festivalu v Moskvi je osvojil nagrado diploma in bil nominiran za glavno nagrado za najboljši film.

## Vloge
- Boris Buzančić kot Bora
- Božidarka Frajt kot Nada
- Branko Milićević kot Miša
- Milutin Mićović kot Radovan
- Aljoša Vučković kot Luka
- Rade Šerbedžija kot četniški stotnik Kosta Barac
- Marko Nikolić kot Klaker
- Ivan Jagodić kot Ilija
- Ružica Sokić kot Mira
- Neda Arnerić kot Jelena
- Dušan Vojnović kot Sava
- Mija Aleksić kot Toza
- Petre Prličko kot baker Pero
- Vasa Pantelić kot Dragi Simić
- Bogoljub Petrović kot četniški stotnik Đorđević
- Dragan Ocokoljić kot partizanski zdravnik
- Miodrag Lazarević kot polkovnik Dragoljub Mihailović
- Božo Jajčanin kot stotnik Duane Hudson
- Marko Todorović kot Josip Broz Tito